# Championnat d'Europe féminin de hockey sur gazon 2019
Navigation
Édition précédente Édition suivante
Le Championnat d'Europe de hockey sur gazon féminin 2019 est la 14e édition du Championnat d'Europe de hockey sur gazon, le championnat bisannuel international de hockey sur gazon féminin d'Europe est organisé par la Fédération européenne de hockey.
Il se déroule du 17 au 25 août 2019 à Anvers, en Belgique, en même temps que le Championnat d'Europe masculin,. Ce tournoi sert également à se qualifier pour les Jeux olympiques d'été de 2020, avec les Pays-Bas qualifiées d'office en tant que vainqueurs.
Les Pays-Bas ont remporté leur dixième titre au classement général après avoir battu l'Allemagne 2 - 0 en finale. Pendant ce temps, l'Espagne a remporté la médaille de bronze après une victoire aux tirs au but contre l'Angleterre.

## Équipes qualifiées
Les 8 équipes suivantes montrées avec le classement mondial participent au Championnat d'Europe de hockey sur gazon 2019.
| Événement                                                     | Dates             | Lieu      | Quotas | Qualifiés                                                         |
| ------------------------------------------------------------- | ----------------- | --------- | ------ | ----------------------------------------------------------------- |
| Pays hôte                                                     | 15 juin 2016      | N/A       | 1      | Belgique (9)                                                      |
| Championnat d'Europe féminin de hockey sur gazon 2017         | 18 - 26 août 2017 | Amsterdam | 5      | Pays-Bas (1) Angleterre (4) Allemagne (5) Espagne (7) Irlande (8) |
| Trophée des nations d'Europe féminin de hockey sur gazon 2017 | 6 - 12 août 2017  | Cardiff   | 2      | Biélorussie (22) Russie (23)                                      |

## Format
Huit équipes sont réparties dans deux poules de quatre équipes. Les deux premiers se qualifient pour les demi-finales tandis que les deux derniers se qualifient pour la nouvelle poule avec les équipes contre lesquelles ils n'ont pas joué à cette phase. Les deux derniers sont relégués en Division 2.

## Résultats
Toutes les heures correspondent à l'heure d'été d'Europe centrale (UTC+2).

### Tour préliminaire

#### Poule A
| Rang | Équipe   | J | V | N | P | BP | BC | Diff | Pts | Qualification |
| ---- | -------- | - | - | - | - | -- | -- | ---- | --- | ------------- |
| 1    | Espagne  | 3 | 2 | 1 | 0 | 3  | 1  | +2   | 7   | Demi-finales  |
| 2    | Pays-Bas | 3 | 1 | 2 | 0 | 16 | 2  | +14  | 5   | Demi-finales  |
| 3    | Belgique | 3 | 1 | 1 | 1 | 5  | 3  | +2   | 4   | Poule C       |
| 4    | Russie   | 3 | 0 | 0 | 3 | 1  | 19 | -18  | 0   | Poule C       |

Source: FIH
En cas d'égalité de points de plusieurs équipes à l'issue des matchs de poule, les critères suivants sont appliqués dans l'ordre indiqué pour établir leur classement:
1. Points de chaque équipe,
2. Matchs gagnés,
3. Différence de buts,
4. Buts pour,
5. Plus grand nombre de points obtenus dans les matchs de poule disputés entre les équipes concernées,
6. Buts marqués en plein jeu.

| 17 août 2019 | Espagne      | 1 - 0   | Russie |                                                                                |                                                                                |
| 18h00        | Iglesias 58e | (0 - 0) |        | Arbitrage : Céline Martin-Schmets Hannah Harrison Arbitre vidéo : Sarah Wilson | Arbitrage : Céline Martin-Schmets Hannah Harrison Arbitre vidéo : Sarah Wilson |
| 18h00        | Rapport      |         |        | Arbitrage : Céline Martin-Schmets Hannah Harrison Arbitre vidéo : Sarah Wilson | Arbitrage : Céline Martin-Schmets Hannah Harrison Arbitre vidéo : Sarah Wilson |

|       | Belgique    | 1 - 1   | Pays-Bas |                                                                       |                                                                       |
| 20h30 | Struijk 45e | (0 - 1) | 8e Matla | Arbitrage : Alison Keogh Ivona Makar Arbitre vidéo : Michelle Meister | Arbitrage : Alison Keogh Ivona Makar Arbitre vidéo : Michelle Meister |
| 20h30 | Rapport     |         |          | Arbitrage : Alison Keogh Ivona Makar Arbitre vidéo : Michelle Meister | Arbitrage : Alison Keogh Ivona Makar Arbitre vidéo : Michelle Meister |

| 19 août 2019 | Pays-Bas         | 1 - 1   | Espagne      |                                                                               |                                                                               |
| 18h00        | Van Maasakker 5e | (1 - 1) | 6e B. García | Arbitrage : Hannah Harrison Michelle Meister Arbitre vidéo : Laurine Delforge | Arbitrage : Hannah Harrison Michelle Meister Arbitre vidéo : Laurine Delforge |
| 18h00        | Rapport          |         |              | Arbitrage : Hannah Harrison Michelle Meister Arbitre vidéo : Laurine Delforge | Arbitrage : Hannah Harrison Michelle Meister Arbitre vidéo : Laurine Delforge |

|       | Belgique                                        | 4 - 1   | Russie       |                                                                            |                                                                            |
| 20h30 | Versavel 8e, 48e · Weyns 13e · Vanden Borre 14e | (3 - 1) | 24e Sadovaia | Arbitrage : Sarah Wilson Vilma Bagdanskiene Arbitre vidéo : Claire Druijts | Arbitrage : Sarah Wilson Vilma Bagdanskiene Arbitre vidéo : Claire Druijts |
| 20h30 | Rapport                                         |         |              | Arbitrage : Sarah Wilson Vilma Bagdanskiene Arbitre vidéo : Claire Druijts | Arbitrage : Sarah Wilson Vilma Bagdanskiene Arbitre vidéo : Claire Druijts |

| 21 août 2019 | Pays-Bas | 14 - 0  | Russie |                                                                        |                                                                        |
| 18h00        | De Goede 1e, 17e · Stam 15e · Van Maasakker 19e, 34e · Keetels 24e · Veen 37e, 54e · Jonker 43e, 52e · Welten 47e, 49e · Van Geffen 51e · Matla 58e | (5 - 0) |        | Arbitrage : Alison Keogh Cathy Wright Arbitre vidéo : Laurine Delforge | Arbitrage : Alison Keogh Cathy Wright Arbitre vidéo : Laurine Delforge |
| 18h00        | Rapport |         |        | Arbitrage : Alison Keogh Cathy Wright Arbitre vidéo : Laurine Delforge | Arbitrage : Alison Keogh Cathy Wright Arbitre vidéo : Laurine Delforge |

|       | Belgique | 0 - 1   | Espagne      |                                                                       |                                                                       |
| 20h30 |          | (0 - 0) | 34e Petchamé | Arbitrage : Michelle Meister Sarah Wilson Arbitre vidéo : Ivona Makar | Arbitrage : Michelle Meister Sarah Wilson Arbitre vidéo : Ivona Makar |
| 20h30 | Rapport  |         |              | Arbitrage : Michelle Meister Sarah Wilson Arbitre vidéo : Ivona Makar | Arbitrage : Michelle Meister Sarah Wilson Arbitre vidéo : Ivona Makar |

#### Poule B
| Rang | Équipe      | J | V | N | P | BP | BC | Diff | Pts | Qualification |
| ---- | ----------- | - | - | - | - | -- | -- | ---- | --- | ------------- |
| 1    | Angleterre  | 3 | 2 | 1 | 0 | 7  | 5  | +2   | 7   | Demi-finales  |
| 2    | Allemagne   | 3 | 1 | 2 | 0 | 15 | 2  | +13  | 5   | Demi-finales  |
| 3    | Irlande     | 3 | 1 | 1 | 1 | 12 | 2  | +10  | 4   | Poule C       |
| 4    | Biélorussie | 3 | 0 | 0 | 3 | 3  | 28 | -25  | 0   | Poule C       |

Source: FIH
En cas d'égalité de points de plusieurs équipes à l'issue des matchs de poule, les critères suivants sont appliqués dans l'ordre indiqué pour établir leur classement:
1. Points de chaque équipe,
2. Matchs gagnés,
3. Différence de buts,
4. Buts pour,
5. Plus grand nombre de points obtenus dans les matchs de poule disputés entre les équipes concernées,
6. Buts marqués en plein jeu.

| 18 août 2019 | Allemagne | 13 - 0  | Biélorussie |                                                                           |                                                                           |
| 09h00        | Lorenz 15e, 47e · Maertens 16e, 26e · Grote 20e, 23e, 37e, 42e · Pieper 40e · Micheel 43e · Oruz 44e · Schröder 46e, 55e | (5 - 0) |             | Arbitrage : Vilma Bagdanskiene Ana Faias Arbitre vidéo : Laurine Delforge | Arbitrage : Vilma Bagdanskiene Ana Faias Arbitre vidéo : Laurine Delforge |
| 09h00        | Rapport |         |             | Arbitrage : Vilma Bagdanskiene Ana Faias Arbitre vidéo : Laurine Delforge | Arbitrage : Vilma Bagdanskiene Ana Faias Arbitre vidéo : Laurine Delforge |

|       | Angleterre             | 2 - 1   | Irlande  |                                                                     |                                                                     |
| 11h15 | Petty 15e · Ansley 28e | (2 - 0) | 43e Barr | Arbitrage : Claire Druijts Cathy Wright Arbitre vidéo : Ivona Makar | Arbitrage : Claire Druijts Cathy Wright Arbitre vidéo : Ivona Makar |
| 11h15 | Rapport                |         |          | Arbitrage : Claire Druijts Cathy Wright Arbitre vidéo : Ivona Makar | Arbitrage : Claire Druijts Cathy Wright Arbitre vidéo : Ivona Makar |

| 19 août 2019 | Angleterre | 1 - 1   | Allemagne  |                                                                          |                                                                          |
| 13h30        | Owsley 24e | (1 - 0) | 45e Gablać | Arbitrage : Laurine Delforge Claire Druijts Arbitre vidéo : Alison Keogh | Arbitrage : Laurine Delforge Claire Druijts Arbitre vidéo : Alison Keogh |
| 13h30        | Rapport    |         |            | Arbitrage : Laurine Delforge Claire Druijts Arbitre vidéo : Alison Keogh | Arbitrage : Laurine Delforge Claire Druijts Arbitre vidéo : Alison Keogh |

|       | Irlande                                                                                           | 11 - 0  | Biélorussie |                                                                            |                                                                            |
| 15h45 | Upton 4e, 34e, 39e, 57e · O'Flanagan 13e, 47e · Wilson 31e · Evans 38e, 42e · Barr 41e · Duke 55e | (2 - 0) |             | Arbitrage : Céline Martin-Schmets Ivona Makar Arbitre vidéo : Cathy Wright | Arbitrage : Céline Martin-Schmets Ivona Makar Arbitre vidéo : Cathy Wright |
| 15h45 | Rapport                                                                                           |         |             | Arbitrage : Céline Martin-Schmets Ivona Makar Arbitre vidéo : Cathy Wright | Arbitrage : Céline Martin-Schmets Ivona Makar Arbitre vidéo : Cathy Wright |

| 21 août 2019 | Angleterre                                         | 4 - 3   | Biélorussie                                 |                                                                            |                                                                            |
| 10h00        | Owsley 9e · Petter 15e · Unsworth 22e · Martin 56e | (3 - 2) | 16e Syddykava · 22e Syrayezhka · 53e Shtsin | Arbitrage : Claire Druijts Ana Faias Arbitre vidéo : Céline Martin-Schmets | Arbitrage : Claire Druijts Ana Faias Arbitre vidéo : Céline Martin-Schmets |
| 10h00        | Rapport                                            |         |                                             | Arbitrage : Claire Druijts Ana Faias Arbitre vidéo : Céline Martin-Schmets | Arbitrage : Claire Druijts Ana Faias Arbitre vidéo : Céline Martin-Schmets |

|       | Allemagne   | 1 - 1   | Irlande      |                                                                          |                                                                          |
| 12h15 | Maertens 8e | (1 - 1) | 15e Hawkshaw | Arbitrage : Laurine Delforge Hannah Harrison Arbitre vidéo : Ivona Makar | Arbitrage : Laurine Delforge Hannah Harrison Arbitre vidéo : Ivona Makar |
| 12h15 | Rapport     |         |              | Arbitrage : Laurine Delforge Hannah Harrison Arbitre vidéo : Ivona Makar | Arbitrage : Laurine Delforge Hannah Harrison Arbitre vidéo : Ivona Makar |

### Matchs pour la cinquième place

#### Poule C
La phase de classement est la poule des équipes qui se sont classées 3e et 4e au 1er tour. Les résultats entre deux équipes lors du 1er tour sont comptabilisés.
| Rang | Équipe      | J | V | N | P | BP | BC | Diff | Pts | Qualification            |
| ---- | ----------- | - | - | - | - | -- | -- | ---- | --- | ------------------------ |
| 5    | Irlande     | 3 | 3 | 0 | 0 | 16 | 3  | +13  | 9   | Maintien en Division 1   |
| 6    | Belgique    | 3 | 2 | 0 | 1 | 8  | 4  | +4   | 6   | Maintien en Division 1   |
| 7    | Russie      | 3 | 1 | 0 | 2 | 8  | 7  | +1   | 3   | Relégation en Division 2 |
| 8    | Biélorussie | 3 | 0 | 0 | 3 | 1  | 19 | -18  | 0   | Relégation en Division 2 |

Source: FIH
En cas d'égalité de points de plusieurs équipes à l'issue des matchs de poule, les critères suivants sont appliqués dans l'ordre indiqué pour établir leur classement:
1. Points de chaque équipe,
2. Matchs gagnés,
3. Différence de buts,
4. Buts pour,
5. Plus grand nombre de points obtenus dans les matchs de poule disputés entre les équipes concernées,
6. Buts marqués en plein jeu.

| 23 août 2019 | Biélorussie | 0 - 5   | Russie                                                            |                                                                        |                                                                        |
| 13h30        |             | (0 - 2) | 24e, 28e Sadovaia · 39e Koroleva · 50e Shumilina · 52e Cheplygina | Arbitrage : Alison Keogh Cathy Wright Arbitre vidéo : Laurine Delforge | Arbitrage : Alison Keogh Cathy Wright Arbitre vidéo : Laurine Delforge |
| 13h30        | Rapport     |         |                                                                   | Arbitrage : Alison Keogh Cathy Wright Arbitre vidéo : Laurine Delforge | Arbitrage : Alison Keogh Cathy Wright Arbitre vidéo : Laurine Delforge |

|       | Belgique        | 1 - 2   | Irlande                   |                                                                     |                                                                     |
| 15h45 | Ballenghien 44e | (0 - 1) | 11e Barr · 59e O'Flanagan | Arbitrage : Claire Druijts Ivona Makar Arbitre vidéo : Cathy Wright | Arbitrage : Claire Druijts Ivona Makar Arbitre vidéo : Cathy Wright |
| 15h45 | Rapport         |         |                           | Arbitrage : Claire Druijts Ivona Makar Arbitre vidéo : Cathy Wright | Arbitrage : Claire Druijts Ivona Makar Arbitre vidéo : Cathy Wright |

| 25 août 2019 | Irlande                               | 3 - 2   | Russie                     |                                                                              |                                                                              |
| 09h00        | Evans 32e · Hawkshaw 50e · Mullan 58e | (0 - 1) | 23e Sadovaia · 52e Leonova | Arbitrage : Céline Martin-Schmets Ana Faias Arbitre vidéo : Laurine Delforge | Arbitrage : Céline Martin-Schmets Ana Faias Arbitre vidéo : Laurine Delforge |
| 09h00        | Rapport                               |         |                            | Arbitrage : Céline Martin-Schmets Ana Faias Arbitre vidéo : Laurine Delforge | Arbitrage : Céline Martin-Schmets Ana Faias Arbitre vidéo : Laurine Delforge |

|       | Belgique                                | 3 - 1   | Biélorussie     |                                                                              |                                                                              |
| 11h15 | Vanden Borre 22e · Nelen 37e · Boon 52e | (1 - 0) | 47e Bahushevich | Arbitrage : Michelle Meister Vilma Bagdanskiene Arbitre vidéo : Sarah Wilson | Arbitrage : Michelle Meister Vilma Bagdanskiene Arbitre vidéo : Sarah Wilson |
| 11h15 | Rapport                                 |         |                 | Arbitrage : Michelle Meister Vilma Bagdanskiene Arbitre vidéo : Sarah Wilson | Arbitrage : Michelle Meister Vilma Bagdanskiene Arbitre vidéo : Sarah Wilson |

### Demi-finales pour la première place
|  | Demi-finales | Demi-finales |                        |   | Finale | Finale |
|  | Demi-finales | Demi-finales |                        |   | Finale | Finale |
|  |              |              |                        |   |        |        |
|  |              |              |                        |   |        |        |
|  |              |              |                        |   |        |        |
|  | Pays-Bas     | 8            |                        |   |        |        |
|  | Pays-Bas     | 8            |                        |   |        |        |
|  | Angleterre   | 0            |                        |   |        |        |
|  | Angleterre   | 0            | Pays-Bas               | 2 |        |        |
|  |              |              | Pays-Bas               | 2 |        |        |
|  |              | Allemagne    | 0                      |   |        |        |
|  | Allemagne    | Allemagne    | 0                      | 3 |        |        |
|  | Allemagne    |              |                        | 3 |        |        |
|  | Espagne      | 2            |                        |   |        |        |
|  | Espagne      | 2            | Match pour la 3e place |   |        |        |
|  |              |              |                        |   |        |        |
|  |              |              |                        |   |        |        |
|  |              |              |                        |   |        |        |
|  | Angleterre   | 1 (2)        |                        |   |        |        |
|  | Angleterre   | 1 (2)        |                        |   |        |        |
|  | Espagne      | 1 (3)        |                        |   |        |        |
|  | Espagne      | 1 (3)        |                        |   |        |        |

#### Demi-finales
| 23 août 2019 | Pays-Bas                                                                                 | 8 - 0   | Angleterre |                                                                        |                                                                        |
| 18h00        | Leurink 12e, 55e · Welten 20e, 51e · Van Maasakker 28e, 50e · Keetels 35e · De Waard 43e | (3 - 0) |            | Arbitrage : Michelle Meister Sarah Wilson Arbitre vidéo : Alison Keogh | Arbitrage : Michelle Meister Sarah Wilson Arbitre vidéo : Alison Keogh |
| 18h00        | Rapport                                                                                  |         |            | Arbitrage : Michelle Meister Sarah Wilson Arbitre vidéo : Alison Keogh | Arbitrage : Michelle Meister Sarah Wilson Arbitre vidéo : Alison Keogh |

|       | Allemagne                            | 3 - 2   | Espagne              |                                                                          |                                                                          |
| 20h30 | Pieper 22e · Gablać 33e · Lorenz 60e | (1 - 1) | 14e López · 52e Segú | Arbitrage : Laurine Delforge Hannah Harrison Arbitre vidéo : Ivona Makar | Arbitrage : Laurine Delforge Hannah Harrison Arbitre vidéo : Ivona Makar |
| 20h30 | Rapport                              |         |                      | Arbitrage : Laurine Delforge Hannah Harrison Arbitre vidéo : Ivona Makar | Arbitrage : Laurine Delforge Hannah Harrison Arbitre vidéo : Ivona Makar |

#### Troisième et quatrième place
| 25 août 2019 | Angleterre                            | 1 - 1             | Espagne                                 |                                                                            |                                                                            |
| 13h30        | Martin 10e                            | (1 - 0)           | 36e Tost                                | Arbitrage : Alison Keogh Ivona Makar Arbitre vidéo : Céline Martin-Schmets | Arbitrage : Alison Keogh Ivona Makar Arbitre vidéo : Céline Martin-Schmets |
| 13h30        | Rapport                               |                   |                                         | Arbitrage : Alison Keogh Ivona Makar Arbitre vidéo : Céline Martin-Schmets | Arbitrage : Alison Keogh Ivona Makar Arbitre vidéo : Céline Martin-Schmets |
| 13h30        | Martin · Toman · Rayer · Evans · Webb | Tirs au but 2 - 3 | Ycart · Torres-Quevedo · García · Pérez | Arbitrage : Alison Keogh Ivona Makar Arbitre vidéo : Céline Martin-Schmets | Arbitrage : Alison Keogh Ivona Makar Arbitre vidéo : Céline Martin-Schmets |

#### Finale
| 25 août 2019 | Pays-Bas                | 2 - 0   | Allemagne |                                                                       |                                                                       |
| 16h00        | Jonker 12e · Welten 60e | (1 - 0) |           | Arbitrage : Laurine Delforge Sarah Wilson Arbitre vidéo : Ivona Makar | Arbitrage : Laurine Delforge Sarah Wilson Arbitre vidéo : Ivona Makar |
| 16h00        | Rapport                 |         |           | Arbitrage : Laurine Delforge Sarah Wilson Arbitre vidéo : Ivona Makar | Arbitrage : Laurine Delforge Sarah Wilson Arbitre vidéo : Ivona Makar |

## Statistiques

### Classement final
| Rang               | Équipe      | J | V | N | P | BP | BC | Diff | Pts | Qualification                                   |
| ------------------ | ----------- | - | - | - | - | -- | -- | ---- | --- | ----------------------------------------------- |
| Médaille d'or      | Pays-Bas    | 5 | 3 | 2 | 0 | 26 | 2  | +24  | 11  | Qualifié pour les Jeux olympiques d'été de 2020 |
| Médaille d'argent  | Allemagne   | 5 | 2 | 2 | 1 | 18 | 6  | +12  | 8   |                                                 |
| Médaille de bronze | Espagne     | 5 | 2 | 2 | 1 | 6  | 5  | +1   | 8   |                                                 |
| 4                  | Angleterre  | 5 | 2 | 2 | 1 | 8  | 14 | -6   | 8   |                                                 |
| 5                  | Irlande     | 5 | 3 | 1 | 1 | 18 | 6  | +12  | 10  |                                                 |
| 6                  | Belgique    | 5 | 2 | 1 | 2 | 9  | 6  | +3   | 7   |                                                 |
| 7                  | Russie      | 5 | 1 | 0 | 4 | 8  | 22 | -14  | 3   | Relégation en Division 2                        |
| 8                  | Biélorussie | 5 | 0 | 0 | 5 | 4  | 36 | -32  | 0   | Relégation en Division 2                        |